# 高鰭鸚嘴魚
高鰭鸚嘴魚，為輻鰭魚綱鱸形目隆頭魚亞目鸚哥魚科的其中一種，分布於印度太平洋區，包括日本、馬來西亞、印尼、菲律賓、帛琉、泰國、萬那杜、越南等海域，棲息深度可達30公尺，體長可達31公分，棲息在珊瑚礁海域，可做為食用魚及觀賞魚。